# Christoph Kehle
Christoph Kehle (geboren 1992) ist ein deutscher Mathematiker, der einen der vier Hauptsätze des Physikers Stephen Hawking über Schwarze Löcher widerlegt hat.
Kehle wies gemeinsam mit Ryan Unger (Stanford University und University of California, Berkeley) mathematisch nach, dass es extreme Schwarze Löcher doch geben kann, deren Existenz Hawking ausgeschlossen hatte.
Der aus Marktoberdorf im Allgäu stammende Kehle studierte zunächst Physik und Mathematik an der Ludwig-Maximilians-Universität und der Technischen Universität in München. Es folgte ein Studium an der Universität Cambridge (Großbritannien), das er 2020 bei Mihalis Dafermos mit dem PhD in Mathematik abschloss. Danach war Kehle an der ETH Zürich und der Universität Princeton (USA) tätig. Seit 2024 ist er Assistenzprofessor am Departement für Mathematik des Massachusetts Institute of Technology (MIT) in Cambridge/USA. Zum 1. Juli 2026 ist er zum Professor an der Universität Zürich berufen.